# 大河岔站
大河岔站是一个陇海线上的铁路车站，位于甘肃省陇西县大河岔村，建于1952年，目前为四等站，邮政编码为748101。目前客运：办理旅客乘降；行李、包裹托运；不办理货运营业。